# Terror på Elm Street (franchise)
Terror på Elm Street är en amerikansk skräckfilmsfranchise bestående av nio filmer, en TV-serie, böcker samt serietidningar. Filmerna började med Terror på Elm Street (originaltitel: A Nightmare on Elm Street) (1984) skapad av Wes Craven. Serien handlar om den fiktiva karaktären Freddy Krueger, en före detta barnmördare som efter att ha blivit bränd till döds av hans offers föräldrar, återvänder från graven för att terrorisera och mörda tonåringar i staden Springwood, Ohio, i deras drömmar. 
Originalfilmen var skriven och regisserad av Craven, som även hjälpte till att skriva manus till den andra uppföljaren Terror på Elm Street 3 – Freddys återkomst (originaltitel: A Nightmare on Elm Street 3: Dream Warriors) (1987), och att skriva och regissera Wes Craven's New Nightmare (originaltitel: New Nightmare) (1994).
Originalfilmen släpptes 1984. Efteråt har en serie uppföljare producerats av filmbolaget New Line Cinema. New Line Cinema säger ofta att en viktig faktor för bolagets tillväxt har varit Elm Street-filmerna. En nyinspelning av originalfilmen släpptes 2010, och en andra remake är planerad.

## Filmer
| Film                                              | Regissör        | Manusförfattare                                                                                        | Producent(er)                            |
| ------------------------------------------------- | --------------- | --- | ---------------------------------------- |
| Terror på Elm Street (1984)                       | Wes Craven      | Wes Craven                                                                                             | Robert Shaye                             |
| Terror på Elm Street 2 – Freddys hämnd (1985)     | Jack Sholder    | David Chaskin                                                                                          | Robert Shaye                             |
| Terror på Elm Street 3 – Freddys återkomst (1987) | Chuck Russell   | Wes Craven, Bruce Wagner, Chuck Russell, Frank Darabont (Screenplay) Wes Craven & Bruce Wagner (Story) | Robert Shaye                             |
| Terror på Elm Street 4 – Freddys mardröm (1988)   | Renny Harlin    | Brian Helgeland, Jim Wheat, Ken Wheat (Screenplay) William Kotzwinkle, Brian Helgeland (Story)         | Robert Shaye, Rachel Talalay             |
| Terror på Elm Street 5 – The Dream Child (1989)   | Stephen Hopkins | Leslie Bohem (Screenplay) John Skipp, Craig Spector, Leslie Bohem (Story)                              | Robert Shaye, Rupert Harvey              |
| Freddy's Dead: The Final Nightmare (1991)         | Rachel Talalay  | Michael De Luca (Screenplay) Rachel Talalay (Story)                                                    | Robert Shaye, Aron Warner                |
| Wes Craven's New Nightmare (1994)                 | Wes Craven      | Wes Craven                                                                                             | Marianne Maddalena                       |
| Freddy vs. Jason (2003)                           | Ronny Yu        | Damian Shannon & Mark Swift                                                                            | Sean S. Cunningham                       |
| A Nightmare on Elm Street (2010)                  | Samuel Bayer    | Wesley Strick, Eric Heisserer (Screenplay) Wesley Strick (Story)                                       | Michael Bay, Andrew Form, Bradley Fuller |